# Ring belge R53
Pour les articles homonymes, voir R53.
Le ring de Châtelet, numéroté R53, désigne la ceinture périphérique intérieure de la ville de Châtelet en Belgique. Il comprend une chaussée à sens unique dotée de une à trois bandes de circulations dans le sens antihoraire, précédemment deux à quatre bandes, et une bande dans le sens horaire de l'intersection avec la N573 et la N922 à l'intersection avec la N576 et la N975.
Depuis fin 2019 il est à voie unique entre la rue des Gaux et la rue de l'Abattoir, depuis mai 2020 il est à voie unique entre la rue de l'Abattoir et la rue des Gravelles et le nombre de voie est réduit entre la rue des Gravelles et l'Avenue de Châtelet, de même le carrefour former avec la  est devenu un carrefour giratoire en remplacement d'un carrefour à feu.
Il se compose des voies suivantes :
- Rue d'Acoz
- Rue Tienne Robeau ;
- Rue de la Station;
- Boulevard du périphérique;

Il comprend 7 intersections principales :
- depuis 2006 après la fin des travaux de liaison avec le R3
- Avenue Emile Vandervelde N975
- Rue de la Sarthe N577
- Rue de Namur N922
- Rue de Fleurus N570
- Avenue de Châtelet
- Rue de Couillet  N576a depuis 2006 anciennement